# 柚树河
柚树河，上游也称河头河，位于中华人民共和国广东省东北部，是石窟河右岸支流，发源于平远县西北八尺镇以北的梅龙寨，蜿蜒东南流经过黄田水库、河头镇、大柘镇坝头村（原坝头镇），于粘田岗转东流，经热柘镇，过河背村后进入蕉岭县境内，继续东流，经犁壁滩、徐溪村（原徐溪镇），于新铺镇北汇入石窟河。河长78千米，河床平均比降3.17‰，流域面积909平方千米。年均径流量6.8亿立方米。